# Giordano d'Altavilla
Giordano d'Altavilla (1060 circa – Siracusa, 18 o 19 settembre 1092) è stato un condottiero normanno dell'XI secolo.

## Biografia
Era figlio illegittimo di Ruggero I, conte di Sicilia.
Nel 1076 era agli ordini di suo padre presso Catania nelle operazioni di guerra contro l'arabo Benavert, che lo trasse in un agguato e lo costrinse a rifugiarsi nella città, mentre il suo compagno, Ugo di Jersey, perdeva la vita. Nel 1077 era, ancora con suo padre, a Trapani dove combatté valorosamente per la resa della piazza. Nel 1079 era all'assedio di Taormina.
Giordano si batté con grande impegno per la riconquista di Catania, tornata ancora nelle mani di Benavert per tradimento, tanto da meritare la fiducia del padre che lo nominò suo luogotenente quando nel 1081 si allontanò dalla Sicilia. Ma Giordano approfittando di tale fiducia tentò di insubordinarsi al padre, creando un proprio stato indipendente e cercando di impadronirsi del tesoro paterno che era custodito a Troina. Fallita la rivolta, ritornò comunque nelle grazie del padre col quale si ritrovò in diverse campagne militari, come l'assedio di Siracusa del 1086 e la presa di Noto nel 1091, che segnò la definitiva conquista della Sicilia da parte dei normanni.
Ottenne così dal padre la signoria di Siracusa e Noto, e insieme ad essa un matrimonio prestigioso con una sorella di Adelaide del Vasto, terza moglie di suo padre, della stirpe aleramica.

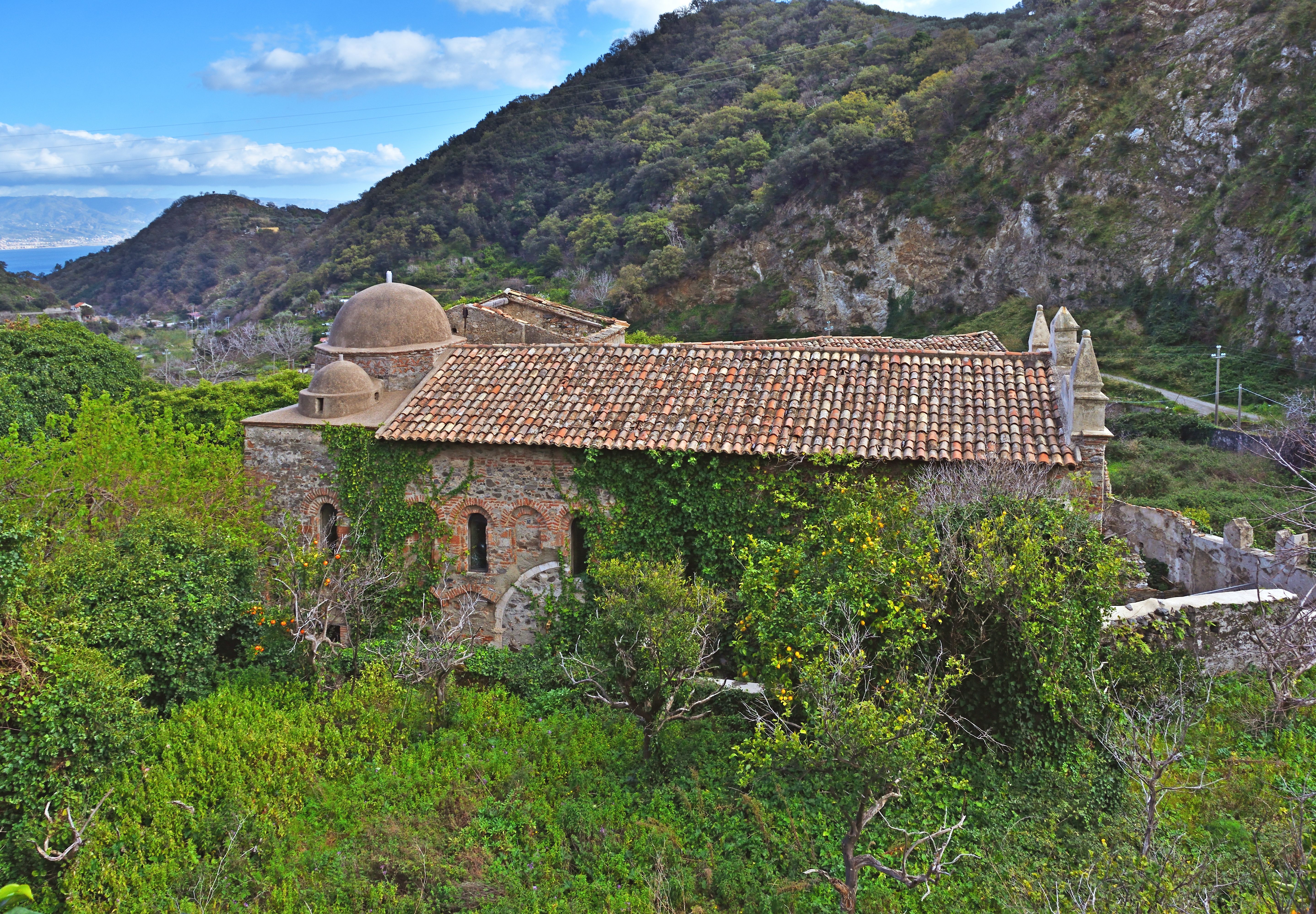
La chiesa normanna di Santa Maria di Mili.

Nel 1091 fu ancora a capo della Sicilia durante l'assenza del padre Ruggero in occasione della spedizione contro Malta. Nell'aprile 1092 era ancora vivo (documentato in un diploma del padre a favore del monastero di Sant'Agata a Catania), ma il 18 (o 19) settembre di quell'anno moriva a Siracusa, con molto dolore del padre che lo aveva designato erede della contea di Sicilia.
Fu sepolto nella chiesa di santa Maria di Mili (a Mili San Pietro, una frazione di Messina), dove si conserva la pietra tombale.

## Ascendenza
|                      |   |                         | Genitori                 |  |  | Nonni |  |  | Bisnonni |  |  | Trisnonni |  |
|                      |   |                         |                          |  |  |       |  |  | …        |  |  | …         |  |
|                      |   |                         |                          |  |  |       |  |  | …        |  |  | …         |  |
|                      |   | …                       |                          |  |  |       |  |  | …        |  |  |           |  |
| Tancredi d'Altavilla |   |                         |                          |  |  |       |  |  | …        |  |  |           |  |
|                      |   | …                       | …                        |  |  |       |  |  |          |  |  |           |  |
|                      |   | …                       | …                        |  |  |       |  |  |          |  |  |           |  |
|                      |   | …                       | …                        |  |  |       |  |  |          |  |  |           |  |
| Ruggero I di Sicilia |   | …                       |                          |  |  |       |  |  |          |  |  |           |  |
|                      |   | Riccardo I di Normandia | Guglielmo I di Normandia |  |  |       |  |  |          |  |  |           |  |
|                      |   | Riccardo I di Normandia | Guglielmo I di Normandia |  |  |       |  |  |          |  |  |           |  |
|                      |   | Riccardo I di Normandia | Sprota                   |  |  |       |  |  |          |  |  |           |  |
| Fresenda             |   | Riccardo I di Normandia |                          |  |  |       |  |  |          |  |  |           |  |
|                      |   | …                       | …                        |  |  |       |  |  |          |  |  |           |  |
|                      |   | …                       | …                        |  |  |       |  |  |          |  |  |           |  |
|                      |   | …                       | …                        |  |  |       |  |  |          |  |  |           |  |
| Giordano d'Altavilla |   | …                       |                          |  |  |       |  |  |          |  |  |           |  |
|                      | … | …                       |                          |  |  |       |  |  |          |  |  |           |  |
|                      | … | …                       |                          |  |  |       |  |  |          |  |  |           |  |
|                      | … | …                       |                          |  |  |       |  |  |          |  |  |           |  |
| …                    | … |                         |                          |  |  |       |  |  |          |  |  |           |  |
|                      |   | …                       | …                        |  |  |       |  |  |          |  |  |           |  |
|                      |   | …                       | …                        |  |  |       |  |  |          |  |  |           |  |
|                      |   | …                       | …                        |  |  |       |  |  |          |  |  |           |  |
|                      |   | …                       |                          |  |  |       |  |  |          |  |  |           |  |
|                      |   | …                       | …                        |  |  |       |  |  |          |  |  |           |  |
|                      |   | …                       | …                        |  |  |       |  |  |          |  |  |           |  |
|                      |   | …                       | …                        |  |  |       |  |  |          |  |  |           |  |
| …                    |   | …                       |                          |  |  |       |  |  |          |  |  |           |  |
|                      |   | …                       | …                        |  |  |       |  |  |          |  |  |           |  |
|                      |   | …                       | …                        |  |  |       |  |  |          |  |  |           |  |
|                      |   | …                       | …                        |  |  |       |  |  |          |  |  |           |  |
|                      |   | …                       |                          |  |  |       |  |  |          |  |  |           |  |

## Fonti
- Guglielmo di Puglia, Le gesta di Roberto il Guiscardo, introduzione, traduzione e note di Francesco De Rosa, Cassino 2003.
- Gaufredus Malaterra, De rebus gestis Rogerii Calabriae et Siciliae Comitis et Roberti Guiscardi Ducis fratris eius, a cura di Ernesto Pontieri, in Rerum Italicarum Scriptores 2, V 1, 1928